# Rosemary's Killer
Rosemary's Killer (The Prowler) è un film del 1981 diretto da Joseph Zito.

## Trama
Un killer mascherato  si dirige in una piccola cittadina del New Jersey intenzionato a rivivere un duplice omicidio commesso trentacinque anni prima, concentrandosi su un gruppo di ragazzi del college durante il ballo annuale di primavera.